# Wołodymyr Hrojsman
Wołodymyr Borysowycz Hrojsman, ukr. Володимир Борисович Гройсман (ur. 20 stycznia 1978 w Winnicy) – ukraiński samorządowiec i polityk, w latach 2006–2014 mer Winnicy. W 2014 wicepremier i minister w rządzie Arsenija Jaceniuka, w latach 2014–2016 przewodniczący Rady Najwyższej Ukrainy, w latach 2016–2019 premier Ukrainy.

## Życiorys
Urodził się w rodzinie żydowskiego pochodzenia. Od 1992 pracował jako ślusarz. W 1994 ukończył szkołę średnią w rodzinnym mieście, po czym obejmował kierownicze stanowiska w lokalnych przedsiębiorstwach handlowych. W latach 2000–2003 studiował na kierunku prawniczym Międzyregionalnej Akademii Zarządzania Personelem.
W 2002 uzyskał mandat radnego miasta Winnicy, a od października 2005 pełnił obowiązki sekretarza rady miejskiej, rezygnując jednocześnie z pracy zawodowej. 25 listopada 2005 powierzono mu pełnienie obowiązków mera Winnicy, ostatecznie urząd objął w wyniku wyborów bezpośrednich przeprowadzonych 26 marca 2006. W wyborach w 2010 skutecznie ubiegał się o reelekcję, uzyskując 77,81% głosów jako kandydat Sumienia Ukrainy. Wcześniej, od 2005 do 2009, był członkiem Naszej Ukrainy.
W lutym 2014, po wydarzeniach Euromajdanu, mianowany wicepremierem oraz ministrem rozwoju regionalnego, budownictwa, mieszkalnictwa i służb publicznych w rządzie Arsenija Jaceniuka. Został następnie jednym z liderów Bloku Petra Poroszenki, uzyskując z ramienia tego ugrupowania w wyborach parlamentarnych z 26 października 2014 mandat posła do Rady Najwyższej.
27 listopada 2014 wybrany na przewodniczącego parlamentu VIII kadencji.
14 kwietnia 2016 zrezygnował z kierowania Radą Najwyższą. Został tego samego dnia, po dymisji Arsenija Jaceniuka, zatwierdzony na stanowisko premiera Ukrainy. W kwietniu 2019 odszedł z prezydenckiego ugrupowania. Założył własną partię pod nazwą Ukraińska Strategia Hrojsmana, która w wyborach parlamentarnych z lipca 2019 nie przekroczyła wyborczego progu. 29 sierpnia 2019 na funkcji premiera zastąpił go Ołeksij Honczaruk.

## Odznaczenia
Odznaczony m.in. Orderem „Za Zasługi” II i III stopnia oraz Krzyżem Kawalerskim Orderu Zasługi RP (2011).

## Życie prywatne
Jest żonaty z Ołeną, ma dwie córki i syna.